# Цеханівська сільська рада
Цехані́вська сільська́ ра́да — колишня  адміністративно-територіальна одиниця та орган місцевого самоврядування у Окнянському районі Одеської області. Адміністративний центр — село Цеханівка.

## Загальні відомості
Цеханівська сільська рада утворена в 1924 році.
- Територія ради: 49,97 км²
- Населення ради: 838 осіб (станом на 2001 рік)

## Населені пункти
Сільській раді підпорядковані населені пункти:
- с. Цеханівка
- с. Горячівка
- с. Омелянівка
- с. Степанівка

## Населення
Згідно з переписом УРСР 1989 року чисельність наявного населення сільської ради становила 873 особи, з яких 395 чоловіків та 478 жінок.
За переписом населення України 2001 року в сільській раді мешкало 838 осіб.

### Мова
Розподіл населення за рідною мовою за даними перепису 2001 року:
| Мова       | Відсоток |
| ---------- | -------- |
| українська | 82,46 %  |
| молдовська | 12,77 %  |
| російська  | 4,42 %   |
| болгарська | 0,12 %   |
| інші       | 0,23 %   |

## Склад ради
Рада складається з 12 депутатів та голови.
- Голова ради:

### Керівний склад попередніх скликань
| Прізвище, ім'я, по батькові | Основні відомості                                                          | Дата обрання | Дата звільнення |
| --------------------------- | -------------------------------------------------------------------------- | ------------ | --------------- |
| Лизунова Надія Василівна    | Сільський голова, 1967 року народження, член Соціалістичної партії України | 26.03.2006   | 31.10.2010      |

Примітка: таблиця складена за даними сайту Верховної Ради України

### Депутати
За результатами місцевих виборів 2010 року депутатами ради стали:

#### За суб'єктами висування
| Суб'єкт висування | Кількість обраних депутатів | %    |
| ----------------- | --------------------------- | ---- |
| Партія регіонів   | 7                           | 58,3 |
| Народна партія    | 3                           | 25   |
| Самовисування     | 2                           | 16,7 |

#### За округами
| № округу        | Прізвище, ім'я, по батькові      | Дата визнання обраним | Освіта             | Партійна приналежність | Відомості про обраного депутата                        |
| --------------- | -------------------------------- | --------------------- | ------------------ | ---------------------- | ------------------------------------------------------ |
| Народна Партія  |                                  |                       |                    |                        |                                                        |
| 10              | Стоян Вадим Валерійович          | 03.11.2010            | середня спеціальна | член Народної партії   | Степанівський сільський фельдшерський пункт, завідувач |
| 11              | Нігрей Сергій Леонідович         | 03.11.2010            | середня            | член Народної партії   | фермерське господарство «Олена», голова                |
| 12              | Бойченко Олексій Ілліч           | 03.11.2010            | середня спеціальна | член Народної партії   | Красноокнянське лісництво, лісник                      |
| Партія регіонів |                                  |                       |                    |                        |                                                        |
| 1               | Ляліна Алла Петрівна             | 03.11.2010            | середня            | член Партії регіонів   | тимчасово не працює                                    |
| 2               | Ільницька Світлана Віталіївна    | 03.11.2010            | вища               | позапартійна           | Цеханівська сільська рада, секретар                    |
| 3               | Малиновська Світлана Григоріївна | 03.11.2010            | середня спеціальна | позапартійна           | Цеханівська сільська рада, землевпорядник              |
| 5               | Цанга Анатолій Іванович          | 03.11.2010            | середня            | позапартійний          | Горячівський сільський клуб, завідувач                 |
| 6               | Сімашкевич Юрій Валентинович     | 03.11.2010            | середня            | член Партії регіонів   | ЦАФ «Тростянець», фермер                               |
| 7               | Клапатюк Леонід Архипович        | 03.11.2010            | середня спеціальна | член Партії регіонів   | пенсіонер                                              |
| 9               | Грищенко Іван Миколайович        | 03.11.2010            | середня спеціальна | член Партії регіонів   | пенсіонер                                              |
| Самовисування   |                                  |                       |                    |                        |                                                        |
| 4               | Ільницький Юрій Михайлович       | 03.11.2010            | вища               | позапартійний          | Цеханівська загальноосвітня школа, вчитель             |
| 8               | Цимбалюк Сергій Леонідович       | 03.11.2010            | середня            | позапартійний          | інвалід 2 групи                                        |